# Maria (irmã de Heráclio)
Maria foi uma nobre bizantina do começo do século VII. Talvez era filha do oficial Heráclio, o Velho, que faria-a irmã do futuro imperador Heráclio (r. 610–641) e Teodoro, porém algumas fontes descrevem-a como filha do irmão de Heráclio. Casou-se com Martinho, suposto irmão de Heráclio, com que teve a imperatriz Martina (r. 613–641), esposa de Heráclio. Depois, Maria casou-se novamente com Eutrópio e teve outro filho, chamado Estêvão, que ela libertou com pagamento de resgate, de seu cativeiro com os avares.